# پورت-دو-په
پورت-دو-په (به لاتین: Port-de-Paix) یک شهر در هائیتی است که در شهرستان شمال غربی واقع شده‌است.

## خصوصیات
پورت-دو-په ۱۲۱٬۲۲۰ نفر جمعیت دارد.

## خواهرخوانده
شهر ارکرات خواهرخواندهٔ پورت-دو-په هست.